# Manjimup Shire
Koordinaten: 34° 14′ S, 116° 8′ O

Das Shire of Manjimup ist ein lokales Verwaltungsgebiet (LGA) im australischen Bundesstaat Western Australia. Das Gebiet ist 7.027 km² groß und hat etwa 9250 Einwohner (2016).
Manjimup liegt an der Südwestküste des Staates etwa 260 Kilometer südlich der Hauptstadt Perth. Der Sitz des Shire Councils befindet sich in der Stadt Manjimup, wo etwa 4200 Einwohner leben (2016).

## Verwaltung
Der Manjimup Council hat elf Mitglieder. Die Councillor werden von den Bewohnern der sechs Wards (fünf aus dem Central, zwei aus dem West und je einer aus dem South, North, East und Coastal Ward) gewählt. Aus dem Kreis der Councillor rekrutiert sich auch der Ratsvorsitzende und Shire President.